# دین ویترسپون
دین ویترسپون (به انگلیسی: Dane Witherspoon) (زاده ۲۷ دسامبر ۱۹۵۷-درگذشته ۲۹ مارس ۲۰۱۴) بازیگر آمریکایی بود.